# Atrichopogon longipalpis
Atrichopogon longipalpis är en tvåvingeart som först beskrevs av Jean-Jacques Kieffer 1924.  Atrichopogon longipalpis ingår i släktet Atrichopogon och familjen svidknott. Inga underarter finns listade i Catalogue of Life.